# Jean-Pierre Hercé
Jean-Pierre Hercé , né Jean-Pierre Coppaloni le 27 août 1946 à Paris et mort le 3 septembre 2002, est un acteur français.

## Biographie
Jean-Pierre Hercé, de son vrai nom Jean-Pierre Coppaloni a commencé très jeune à la comédie française, où à l'age de 17 ans, il a été le Chérubin du Mariage de Figaro de Beaumarchais(deuxième rôle de Chérubin homme après Georges Poujouly). Il avait joué déjà quelques rôles de page, en particulier dans Cyrano de Bergerac avec Jean Piat.
Son physique le fait souvent confondre avec un acteur de sa génération, Hervé Jolly .
Remarqué ensuite par Jean-Louis Barrault, il a repris le rôle de Chérubin au théâtre de l'Odéon pendant environ deux ans avec Jean Desailly et Simone Valère.
Une petite traversée du désert jusqu'à son rôle dans le feuilleton télévisé  la Cravache d'Or, rôle qui lui permet de se faire connaître du grand public.
Il joue alors dans quelques films ou téléfilms,
Puis, il se lance dans la chanson sous le nom de Louis Coppaloni, écrit quelques très beau textes réalise deux disques (« Lettre ouverte à Monsieur de Diable » avec ses propres musiques et « J'm'emm.. » avec des arrangements de Jean-Pierre Castelin). Il collabore avec Jacques Higelin et Elisabeth Wiener à quelques chansons de Jacques Higelin, puis au retour de  Nicoletta pour laquelle il écrira sept ou huit textes, mis en musique par Castelin.
Il se consacre ensuite à l’écriture, et rejouera au « Théâtre des Trois Bornes » à Paris dans les années 2000, une pièce de son écriture « Le Roi Fou » avec Michel Salardenne (directeur du théâtre).
Il décède d’un cancer le 3 septembre 2002 à l’âge de 56 ans.

## Théâtre
- 1964 : Le mariage de Figaro, mise en scène de Jean-Louis Barrault : Chérubin[14]
- 1964 : Cyrano de Bergerac, mise en scène de Jacques Charon
- 1970-1972 : Le mariage de Figaro, mise en scène de Jean Piat
- 2000 : Le roi fou

## Filmographie

### Télévision
- 1966 : Un jour comme les autres au Moyen-Age (épisode : La Maison de l'orfèvre : François, le fils
- 1966 : Un jour comme les autres sous Louis XIV (épisode : Les parents ont toujours raison) : François, le fils
- 1966 : Un jour comme les autres au Moyen-Age (épisode : Notre cher prisonnier) : François
- 1966 :  Verdict (épisode : Un parmi des milliers) : Christian Rougier
- 1967 :  Un jour comme les autres sous la révolution (épisode : Le Bijou de Pierre) : François
- 1967 :  Un jour comme les autres sous la renaissance (épisode : le Coffre mystérieux) : François, le fils
- 1967 :  Saturnin Belloir (épisode : Saturnin et la Télévision) : Pierrot
- 1968 :  L'Éventail de Séville (série télévisée) : Rodrigo
- 1969 :  SOS fréquence 17 (épisode : L’Escalade) : Patrick Ledoux
- 1969 :  La Cravache d’or (série télévisée) : Raoul Auberge[15]
- 1969 :  Un jour comme un autre sous l'empire (épisode : Le Fantôme du portrait) : François Lenvoisié
- 1970 :  Le Dernier Adieu d'Armstrong : exercice de diplomatie  : Jacques V d'Ecosse
- 1969-1970 : Le Tribunal de l'impossible (épisodes : Le Sabbat du mont d’Eteclin : Jacques/La cité d’Is : Gaël)
- 1971 :  Le Drame de Vauban : La Motte
- 1971 :  François Gaillard ou la vie des autres (épisode : René) : René Chevillon[16]
- 1974 :  Le Colchique et l'étoile : Jousselet
- 1976 :  Le Collectionneur de cerveaux : Le robot joueur d’échecs
- 1980 :  La Peau de chagrin : Le vagabond[17]
- 1988 : Les Enquêtes du commissaire Maigret (épisode : Maigret et le Témoignage de l’enfant de chœur) : le prêtre [18]

### Cinéma
- 1968 : Le Franciscain de Bourges : Jean-Pierre[19]
- 1968 : Sous le signe du taureau :  Le cadet de Raynal
- 1971 : On est toujours bon avec les femmes